# Jerzy Bordziłowski
Jerzy Bordziłowski, poljski in sovjetski general, * 1900, † 1983, Moskva.
Med leti 1954 in 1965 je bil načelnik poljskega generalštaba. Leta 1968 je nadaljeval svojo vojaško kariero v Sovjetski zvezi, kjer je tudi umrl.